# Casa Amatller
Casa Amatller je modernistická budova v Barceloně navazující na Casa Batlló a v blízkosti Casa Lleó Morera. Byla postavena podle návrhu architekta Josepa Puiga v letech 1898 až 1900. Tyto tři budovy tvoří barcelonské La manzana de la discordia – jablko sváru.
Stavba vznikla na zakázku podnikatele Antoniho Amatllera úpravou původní budovy z roku 1875. Josep Puig vytvořil městský gotický palác s plochou fasádou, centrálním nádvořím a schodištěm vedoucím do obytných prostor.
Na fasádě je možné vidět dvě asymetrické brány propojené prvkem sv. Jiří od sochaře Eusebiho Arnaua. Výzdoba je tvořena sgrafity a jemnou keramikou. Vestibul byl určen pro vstup v kočáru; jsou zde ornamentální lampy a vitráže na dvou schodištích.
Styl je směsí flamenca a katalánské gotiky (například plochý trojúhelníkovitý tvar horní části fasády).
Roku 1976 byl dům prohlášen španělskou kulturní památkou.